# Arcofacies strigatipennis
Arcofacies strigatipennis är en insektsart som beskrevs av Linxian Ding 1990. Arcofacies strigatipennis ingår i släktet Arcofacies och familjen sporrstritar. Inga underarter finns listade i Catalogue of Life.